# 金拍車の戦い
金拍車の戦い（きんはくしゃのたたかい、フランス語: Bataille des éperons d'or）は、1302年7月11日にコルトレイクにおいてフランドル（蘭：フランデレン、英：フランダース）の都市連合軍がフランス軍を破った戦い。フランス王フィリップ4世がフランドルを併合しようとした1297年から1314年まで続いたフランス・フランドル戦争の中で起きた。戦場に騎士の象徴とされた金拍車が多く残されたため、この名がついた。地名を取ってコルトレイクの戦い（フランス語：クールトレの戦い：Bataille de Courtrai）ともいう。
ベルギーでは、フランドルの独立を守った戦いとして記憶されており、祝日になっている。戦史的には中世ヨーロッパにおいて市民中心の歩兵軍が、初めて重装騎兵である騎士軍を破った戦いとして知られている。

## 背景

### 歴史
元々フランドルを含む低地地域（ネーデルラント）は、843年にフランク王国が分割された際、ヴェルダン条約により中フランク王国（ロタールの国）に含まれたが、870年のメルセン条約でフランドル等のベルギー地域は西フランク王国に併合された。
しかし、フランドルはゲルマン語圏であることもあり、きわめて独立性が高く、この地域を支配するフランドル伯は国王に匹敵する力を持っていた。第4回十字軍の際にはフランドル伯ボードゥアンはラテン帝国皇帝となっている。しかし、フランス王権の強化と共にその力は相対的に低下していた。

### 経済
12世紀以降、イングランドは良質で高級な羊毛を特産とし、その輸出先はフランドル諸都市であった。今日の北部フランスからベルギーにかけての毛織物産業は、ローマ帝国時代以来から著名であり、そこにイングランド産の良質な羊毛を大量に輸入することで急速に発展し、12世紀半ば以降は国際的な知名度を高めた。農村（工業原料、食料）と都市（工業製品）を相互に供給する商品経済が、ドーヴァー海峡を挟み、大規模に展開されていた。イングランドで毛織物生産が始められるのは、この後14世紀後半以降である。
このように、イングランドとフランドルは相互に密接な関係にあり、フランス国王によるフランドル支配の阻止は、イングランドとフランドル双方に取って死活的問題であった。
イングランドにとっては、商品経済関係が成立している以上、直接フランドルを支配することで、イングランドを発展させたい思惑が生じた。フランスは集権化を開始しており、ギュイエンヌ公領（イングランド王がギュイエンヌ公を兼ねた）、ブルゴーニュ公領、ブルターニュ公領とともに、フランドルは王国の統一と王権の強化のために克服すべき対象だった。したがって、同地における英仏の衝突は不可避であった。
当時のフランドル伯ギーは、豊かなフランドル地方を狙っているフランス王フィリップ4世と対抗するために、娘をイングランド王太子エドワード（エドワード2世）と結婚させイングランドと同盟しようと図った。これを知ったフィリップ4世は破談にするようギーに強要したが、ギーは最終的にこれを拒否して、イングランド王エドワード1世と結んで反抗した。

### 「ブリュージュの朝」
1297年フィリップ4世はフランドルの併合を宣言し、ヴァロワ伯シャルル率いるフランス軍はフランドルを占領した。スコットランド侵攻を重視するエドワード1世が単独で講和したため、1300年にギーは捕らえられ、ジャック・ド・シャティヨンがフランドル総督に任命された。
しかし、その支配が過酷だったため、1302年5月18日にブリュージュ（蘭：ブルッヘ）において市民の反乱が起こり、フランス人を虐殺した（ブリュージュの朝）。そこで、フィリップ4世はアルトワ伯ロベール2世を派遣し鎮圧に当たらせたが、フランドルの諸都市は同盟を結びこれに抵抗した。その結果、コルトレイク（仏：クールトレー）での衝突に至った。

## コルトレイクにおける戦闘
フランドル軍は7月9、10日にコルトレイクの攻撃に失敗した後、その近辺でフランス軍を迎え撃った。
フランドル軍は市民兵が中心であり、歩兵9000人、騎士400人だったのに対し、フランス軍は騎士2500人、弩弓兵1000人、パイク兵1000人、その他の歩兵3500人の計8000人であった。当時は騎士は10倍の歩兵に匹敵すると信じられていた。
周辺は溝やぬかるみの有る地形で騎兵に不利であったが、圧倒的優位を確信していたアルトワ伯は攻撃を命じた。最初、フランス軍の歩兵が攻撃をかけ有利に進めていたが、騎士に戦功をあげさせたいアルトワ伯は、歩兵を呼び戻し騎士軍の突撃を行った。しかし、密集方陣を敷いたフランドルの市民軍は統制が取れており、装備も良かったため容易に崩せず、逆に取り囲まれて次々と殺されていった。当時の戦闘では騎士は殺さずに捕虜にして身代金を取るのが普通だったが、市民軍にはその慣習は無く多くの騎士が殺された。

## 結果
アルトワ伯ロベール、フランス軍司令官ネスレ卿ラウル2世・ド・クレルモンの最高幹部2人を始めとして、2人の元帥、ジャン2世・ド・ブリエンヌなど4人の伯、ジャック・ド・シャティヨン等多くの貴族と1000人近い騎士が戦死したと言う。戦場には騎士の象徴とされた金拍車が多く残されており、フランドル軍はそれをコルトレイクの聖母教会に飾って勝利のしるしとした。
フランスとの戦争はその後も続き、1305年のリール近辺のモン＝アン＝ペヴェルの戦いではフランス軍が若干優勢であり、和睦と戦闘を繰り返しながら、フィリップ4世の死没の1314年まで続いた。百年戦争時にもフランドルは概ねイングランド側に就いており、その後ブルゴーニュ公国領、ハプスブルク家領、スペイン・ハプスブルク家領となりながらも、フランス革命・ナポレオン戦争期までフランス領になることはなかった。

## 軍事的評価とフランス軍の敗因
軍事技術面では、短槍歩兵の密集縦隊が、側面防御を条件に、いかなる騎兵の猛攻にも不敗であることを実証した戦いとなった。特に、それまで圧倒的優勢にあった封建制騎士軍の凋落を象徴する最初期の戦いであった。
封建制軍隊は、直接の家臣でなければ主従関係が成立しないことから、命令系統の一貫性に欠けていた。従軍は臣下の封建的義務であるものの、12世紀以来、主君に従軍するのは年に1回40日程度が慣行だった。そのため、封建軍は大規模な戦闘が不可能であった。また、14世紀当時の騎士は重装備であり、騎士自身だけでなく、馬の動きも鈍重で長距離の駆走も困難だった。

## 影響
現代のベルギーでは、7月11日は同国北部フラマン語共同体（≒フランデレン地域）における祝日となっている。
また、19世紀になって「フラマンの獅子」として楽曲ができ、現在はフランデレン地域の地域歌である。